# 肯·伯恩斯
肯尼斯·勞倫·伯恩斯（英語：Kenneth Lauren Burns，1953年7月29日—），常稱為肯·伯恩斯，是一位美國製片人，以在紀錄片中使用檔案片段和照片的風格而聞名。他知名的記錄片包括《美國內戰》（1990年）、《棒球》（1994年）、《爵士樂》（2001年）、《戰爭》（2007年）、《國家公園：美國最好的主意》（2009年）、《禁酒令》（2011年）、《羅斯福家族》（2014年）和《越南戰爭》（2017年）。他也是《西部》（1996年，導演：斯蒂芬·艾夫斯）和《癌症：疾病之王》（2015年，導演：巴拉克·古德曼（英語：Barak Goodman））兩部作品的執行製片人。
伯恩斯的記錄曾兩度獲提名奥斯卡金像奖（分別為1981年的《布魯克林橋》和1985年的《自由神像》）和獲得數個艾美奖獎項，以及一些其他的榮譽。

## 佛羅倫泰影業
1976年，伯恩斯、伊萊恩·梅斯（英語：Elaine Mayes）和大學同學羅傑·謝爾曼在新罕布什爾州沃波爾成立了一家名為佛羅倫泰影業（英語：Florentine Films）的製作公司，公司的名字是源自於梅斯的家鄉馬薩諸塞州佛羅倫斯。一年後，另一位漢普郡學院的學生巴迪·史佳爾斯（英語：Buddy Squires）被邀請接替梅斯作成為創始成員，三人後來加入了第四名成員勞倫斯·霍特。霍特沒有入讀漢普郡的學院，但在那裡從事電影工作，他在附近的西新英格蘭法學院就讀，是一名律師。
在這公司中，每個成員獨立工作，但以共享的名稱佛羅倫泰影業發佈內容。因此，他們的個人有著「子公司」，包括肯·伯恩斯媒體（英語：Ken Burns Media）、謝爾曼電影（英語：Sherman Pictures）和霍特製作（英語：Hott Productions）。伯恩斯最年長的孩子莎拉（英語：Sarah）目前也是該公司的員工。

## 風格
伯恩斯經常在紀錄片中融入簡單的音樂劇主旋律或旋律，例如，在《美國內戰》中就有獨特的小提琴旋律《阿索肯離別曲》貫穿始終，該旋律是由小提琴手皆·阿伽為這部電影作曲和演奏的。有評論指，「《美國內戰》中最令人難忘的事情之一就是它令人難以忘懷的重複小提琴旋律，其細細的，期盼的音符似乎總結了這場大型鬥爭的所有悲情。」
伯恩斯通常通透過慢慢放大主要的物件並將鏡頭從一個物件移到另一個物件來為靜止照片更加生動。例如，在一隊棒球隊的照片中，他會慢慢地使鏡頭經過球員們的臉，並停留在作為敘述主題的球員身上。這個手法被稱為肯·伯恩斯效果，在許多專業和家用的軟體都有這功能，例如蘋果公司的iPhoto、iMovie和Final Cut Pro X等。伯恩斯在2009年的一次採訪中表示，由於他拒絕進行商業代言，他最初拒絕將把自己的名字用於軟件之中。然而，經過蘋果首席執行官史蒂夫喬布斯談判，決定給予伯恩斯蘋果設備作為交換，伯恩斯於是將它們捐贈給非營利組織。
一次博物館回顧展中，指出「他的公共广播电视公司特別節目與大多數使用視覺煙火效果和節奏瘋狂的基於現實的電視節目明顯不同，相反地，它們使用幾十年前的拍攝手法，儘管伯恩斯將這些組成元素重新融入了全新的，高度複雜的內容編排。」
在2011年的一次訪問中，伯恩斯指他欽佩製作人埃洛·莫里斯，並受其影響。

## 作品列表
以下列出肯·伯恩斯參與的作品，按種類以及時序排序。
- 《布魯克林橋（英语：Brooklyn Bridge (film)）》（1981年）[註 1]
- 《震教徒：以手工作，用心對主（英语：The Shakers: Hands to Work, Hearts to God）》（1984年）[註 1]
- 《自由神像（英语：The Statue of Liberty (film)）》（1985年）[註 1]
- 《休伊·朗（英语：Huey Long (film)）》（1985年）[註 1]
- 《國會（英语：The Congress (1988 film)）》（1988年）[註 1]
- 《托馬斯·哈特·本頓（英语：Thomas Hart Benton (film)）》（1988年）[註 1]
- 《內戰（英语：The Civil War (TV series)）》（1990年）[註 1]
- 《廣播帝國：創造無線電的男人（英语：Empire of the Air: The Men Who Made Radio）》（1991年）
- 《棒球（英语：Baseball (TV series)）》（1994年），續作為《第十局（英语：Baseball (TV series)#The_Tenth_Inning）》（2010年）
- 《托馬斯·杰斐遜（英语：Thomas Jefferson (film)）》（1997年）
- 《劉易斯和克拉克：探險隊的旅程（英语：Lewis & Clark: The Journey of the Corps of Discovery）》（1997年）
- 《弗蘭克·勞埃德·賴特》（1998年，與林恩·諾維克（英语：Lynn Novick）共同製作）
- 《不只是為了自己：伊麗莎白·卡迪·斯坦頓和蘇珊·B·安東尼（英语：Not For Ourselves Alone: Elizabeth Cady Stanton and Susan B. Anthony）》（1999年，同年獲得皮博迪獎的殊榮，以紀念伊麗莎白·凱迪·斯坦頓和蘇珊·安東尼為女性運動的貢獻）。[12][13]
- 《爵士樂（英语：Jazz (TV series)）》（2001年）
- 《馬克吐溫（英语：Mark Twain (documentary)）》（2001年）
- 《霍雷肖的駕車之行：美國第一次公路旅行（英语：Horatio's Drive）》（2003年）
- 《不可原諒的黑暗：傑克·約翰遜的興衰（英语：Unforgivable Blackness: The Rise and Fall of Jack Johnson）》（2005年）
- 《戰爭（英语：The War (miniseries)）》（2007年）
- 《國家公園：美國最好的主意（英语：The National Parks: America's Best Idea）》（2009年）
- 《禁酒令》（2011年，與林恩·諾維克共同製作）[14]
- 《黑色風暴事件（英语：The Dust Bowl (film)）》（2012年）[15]
- 《中央公園五人（英语：The Central Park Five）》（2012年）[16]
- 《優勝美地：靈性的聚集》（2013年）[17]
- 《演說（英语：The Address (film)）》（2014年）
- 《羅斯福：一個詳細的歷史（英语：The Roosevelts (film)）》（2014年）[16][18]
- 《傑基·羅賓遜（英语：Jackie Robinson (film)）》（2016年）[19]
- 《對抗納粹：夏普的戰爭（英语：Defying the Nazis: The Sharps' War）》（2016年）[20]
- 《越南戰爭（英语：The Vietnam War (TV series)）》（2017年，與林恩·諾維克共同製作）[21]

### 將發佈作品
- 《梅奧診所》（2018年）：PBS，9月25至26日

- 《鄉村音樂》（2019年）[22]
- 《歐內斯特·海明威》（2020年）[23]
- （TBA）[24]

### 作為執行製片人的作品
- 《西部》（1996年，導演：斯蒂芬·艾夫斯（英语：Stephen Ives））
- 《癌症：疾病之王（英语：Cancer (film)）》（2015年，導演：巴拉克·古德曼（英語：Barak Goodman））[2]

### 短片
- 《威廉·西格爾》（1992年）
- 《維澤萊》（1996年）
- 《在集市中》（2000年）

### 電影演出
- 《蓋茨堡之役》（1993年）—漢考克的參謀

### 電視演出
- 《明迪烦事多》—第三季第十一集（「聖誕節」），飾演自己

## 註解
1. 1 2 3 4 5 6 7  名稱標示為「肯尼斯·勞倫·伯恩斯」

## 外部連結
- 肯·伯恩斯在互联网电影资料库（IMDb）上的資料（英文）
- 肯·伯恩斯的X（前Twitter）
- Ken Burns （页面存档备份，存于） on PBS
- Ken Burns bibliography （页面存档备份，存于）
- Ken Burns （页面存档备份，存于） at Library of Congress Authorities – with 54 catalog records

### 訪問
- Ken Burns interviewed on Conversations from Penn State
- Ken Burns: The Interview with Blue Ridge County Magazine （页面存档备份，存于）
- . WriteTV.org, The Oklahoma Center for Poets and Writers, Oklahoma State University–Tulsa（英语：Oklahoma State University–Tulsa）. n.d.  [2018-07-18]. （原始内容存档于2014-12-29）.